# 林詩枝
林詩枝（Brandy Lim，1989年5月9日—），亞洲娛樂傳媒有限公司旗下經理人合約藝人，她的妹妹是林明禎。育有一個女兒。

## 人物簡介
林詩枝出生于马来西亚吉隆坡，是一位集模特儿、演员、歌手于一身的全能艺人。外形清新淡雅，温婉大气。2006年曾荣获「马来西亚小姐中国东方明珠总决赛亚军”，2007年获得“《我想成为一个模特》第二季总决赛亚军”，从此迈向演艺道路。此后，前往日本学习工作两年半时间，从事模特、主持、代言等工作。2011年签约到香港亚洲娱乐传媒有限公司，并于2012年在香港纪录电影《魕》中担任主演，人气与日俱增。

## 電影
2012年
- 魕----女主角

### 演出經驗
- 2006年 热锅里的青蛙
- 2010年 MBS电台邀请嘉宾
- 2010年 Sendai Girls' Collection Fashion Show模特
- 2011年 东京电视体育网站视频嘉宾主持
- 2012年 林健輝好流氓 MV 女主角

## 外鍵連接
- 林詩枝的Facebook專頁
- 林詩枝的Instagram帳戶
- 林詩枝的新浪微博